# Jeff Kosseff
 (juillet 2020).
Jeff Kosseff est un journaliste, avocat et professeur de droit de l'United States Naval Academy spécialisé en cybersécurité. Il a été correspondant à Washington (district de Columbia) pour The Oregonian, puis avocat pour Covington & Burling LLP (en).
Kosseff est également professeur en communications à l'American University School of Communication (en) et fait partie du conseil d'administration du Writer's Center de Bethesda et d'Advocates for Survivors of Torture and Trauma,.
Il vit dans les environs de Washington avec sa femme et sa fille.

## Biographie
Kosseff obtient un baccalauréat universitaire et une maîtrise de l'université du Michigan, puis un doctorat du Georgetown University Law Center (en).
Il travaille comme journaliste pour The Oregonian, couvrant le domaine technologique pendant trois ans. Par la suite, il est correspondant à Washington de 2004 à 2008 pour le même média.
Comme avocat chez Covington & Burling, Kosseff représente des entreprises du monde des médias et de la technologie. Il milite également pour une législation fédérale protégeant les journalistes au nom d'une coalition réunissant environ 70 organisations médiatiques,,,,,,.

## Distinctions
- 2006 : Prix George-Polk
- 2007 : Finaliste du prix Pulitzer du reportage national[14],[15]